# Cheung Kong Center
Cheung Kong Center ist der Name des achthöchsten Wolkenkratzers der Stadt Hongkong. Das von César Pelli entworfene Gebäude ist 283 Meter hoch und wurde im Jahr 1999 fertiggestellt und hat 62 Etagen. Zwei der derzeitigen Nutzer des Wolkenkratzers sind die Unternehmen McKinsey & Company und Goldman Sachs.
In der Nachbarstadt Shenzhen wurde im Jahr 2008 eine optisch nahezu identische, aber mit einer Höhe von 193 m und 46 Stockwerken kleinere Kopie dieses Gebäudes erstellt, der Federal Finance Tower.